# Coccopigya spinigera
Coccopigya spinigera is een slakkensoort uit de familie van de Cocculinidae. De wetenschappelijke naam van de soort is voor het eerst geldig gepubliceerd in 1883 door Jeffreys.